# Alexander McKinstry
Alexander McKinstry, född 7 mars 1822 i Augusta, Georgia, död 9 oktober 1879 i Mobile, Alabama, var en amerikansk politiker (republikan). Han var viceguvernör i Alabama 1872–1874.
År 1872 efterträdde McKinstry Edward H. Moren som viceguvernör och efterträddes 1874 av Robert F. Ligon.